# Андре Горц
Андре Горз (фр. André Gorz, власне Герхард Гірш (нім. Gerhart Hirsch), 9 лютого 1923, Відень — 22 вересня 2007, Вонон, Об) — французький ліворадикальний філософ, соціолог, один із засновників відомого тижневика Le Nouvel Observateur (1964).
Намагався у своїх вченнях поєднати марксизм та екзистенціалізм, розвивав ідеї Жана-Поля Сартра. Став одним із засновників «політичної екології». У 1980 році виступив зі своєю книгою «Прощання з пролетаріатом».
Його наукові пошуки стосуються питання комуністичного суспільства. Він вважав, що соціалізм не може перейняти ідею необмеженого споживання. «Гонка достатку» між капіталістичними та комуністичними країнами не виправдана, у той час, коли мільйони людей не мають життєво необхідного. Соціалістична модель споживання, як він стверджував ще в 60-х рр., має бути якісно іншою.

## Твори
- La morale de l'histoire (Seuil, 1959)
- Stratégie ouvrière et néocapitalisme (Seuil, 1964) — Робітнича стратегія та неокапіталізм
- Le traître (Le Seuil, 1957; Folio Essais, 2005)
- Le socialisme difficile (Seuil, 1967) — «Важкий соціалізм»
- Réforme et révolution (Seuil, 1969) — «Реформа та революція»
- Critique du capitalisme quotidien (Galilée, 1973) — Критика сучасного капіталізму
- Critique de la division du travail (Seuil, 1973, у співавторстві)
- écologie et politique (Galilée, 1975)
- écologie et liberté (Galilée, 1977)
- Fondements pour une morale (Galilée, 1977)
- Adieux au prolétariat (Galilée, Le Seuil, 1980) — «Прощання з пролетаріатом. По той бік соціалізму»
- Les Chemins du paradis (Galilée, 1983) — «Шлях у рай»
- Métamorphoses du travail (Galilée, 1988; Folio Essais, 2004)
- Capitalisme Socialisme Écologie (Galilée, 1991)
- Misères du présent, richesse du possible (Galilée, 1997)
- L'immatériel (Galilée, 2003)
- Lettre à D. Histoire d'un amour (Galilée, 2006)
- Ecologica (Galilée, 2008)
- Le fil rouge de l'écologie. Entretiens inédits en français (Ed. de l'EHESS, 2015)

### Твори Ґорца
- Від функціональної інтеґрації до розпаду суспільства (або від компенсаційного споживання до всеохоплюючої держави) (1988)

### Про нього
- Вадим Дамьє. Социальная философия Андре Горца(рос.) [Архівовано 16 лютого 2017 у Wayback Machine.]
- Роман Тиса. Андре Ґорц і прощання з пролєтаріятом (2020)
- Mark Engler and Paul Engler, "André Gorz’s Non-Reformist Reforms Show How We Can Transform the World Today" (2021)(англ.)
- Andre Gorz inteview with André Gorz on YouTube [Архівовано 13 лютого 2021 у Wayback Machine.]
- André Gorz French philosopher who pioneered ideas of political ecology The Guardian 7 Nov 2007 [Архівовано 4 січня 2012 у Wayback Machine.]
- Appendix to Critique of Economic Reason: Summary for Trade Union and Other Left Activists [Архівовано 6 жовтня 2008 у Wayback Machine.]
- " Oser l'exode "de la société de travail [Архівовано 20 липня 2006 у Wayback Machine.] dans Les périphériques vous parlent n° 10, printemps 1998, pp. 43–49 (фр.)
- André Gorz French philosopher who pioneered ideas of political ecology The Guardian 7 Nov 2007 [Архівовано 4 січня 2012 у Wayback Machine.]
- Monthly Review-Gorz-Key Thinker and Democratic Socialist(english) [Архівовано 17 жовтня 2007 у Wayback Machine.]
- Finn Bowring, «The Writer's Malady: André Gorz, 1923–2007» Obituary published in Radical Philosophy (March/April 2008)
- Page dedicated to André Gorz [Архівовано 20 квітня 2008 у Wayback Machine.] onMultitudes
- L 'immatériel " d'André Gorz [Архівовано 24 лютого 2008 у Wayback Machine.], by Yann Moulier-Boutang, Multitudes, 2003 (фр.)

1. ↑  Fichier des personnes décédées mirror